# ويليام لويد
ويليام لويد (بالإنجليزية: William F. Lloyd)‏ (و. 1864 – 1937 م) هو سياسي كندي، ولد في ستوكبورت، توفي في سانت جونز، عن عمر يناهز 73 عاماً.

## مناصب
تولى منصب Premier of Newfoundland and Labrador ‏ (5 يناير 1918–22 مايو 1919).

## جوائز
حصل على جوائز منها:
- نيشان القديسان ميخائيل وجرجس من رتبة فارس قائد.